# Ângelo Torres
Ângelo Torres (Guiné Equatorial, 14 de abril de 1968) é um ator são-tomense nascido na Guiné Equatorial.

## Biografia
Filho de são-tomenses com 24 irmãos, Ângelo saiu de Guiné Equatorial aos 6 anos de idade, onde foi morar na Espanha. Protagonizou o filme A Ilha dos Escravos ao lado da atriz brasileira Vanessa Giácomo e do ator português Diogo Infante.

## Filmografia

### Televisão
| Ano         | Título                           | Papel             | Importância      |
| ----------- | -------------------------------- | ----------------- | ---------------- |
| 2024 - 2025 | A Fazenda                        | Manuel Contreiras | Elenco Principal |
| 2021        | Ao Largo                         | Ramiro            |                  |
| 2019 - 2020 | Prisioneira                      | Henrique Drummond | Elenco Principal |
| 2018        | A Herdeira                       | Calu              | Elenco Principal |
| 2017        | Ouro Verde                       | Padre Sebastião   | Elenco Principal |
| 2015 - 2017 | A Única Mulher                   | Norberto Venâncio | Antagonista      |
| 2013        | A Mãe do Senhor Ministro         | dos Santos        |                  |
| 2013        | Maternidade                      | Abel Cassamá      |                  |
| 2011        | Laços de Sangue                  |                   |                  |
| 2011        | O Bar do Ti-Chico                | Kudebenguela      |                  |
| 2010        | Conta-me Como Foi                | Padre Luís        |                  |
| 2009        | Equador                          | Libério           |                  |
| 2009        | Vamos Ouvir                      |                   |                  |
| 2008        | Liberdade 21                     | Dr. Eduardo       |                  |
| 2008        | Rebelde Way                      | Adérito           |                  |
| 2008        | Casos da Vida                    | Mauro             |                  |
| 2003        | Volpone                          | Castrato          |                  |
| 2002        | La mort est rousse               | Madousso          |                  |
| 2002        | Sociedade anónima                | Guarda Antunes    |                  |
| 2001        | Querido Professor                |                   |                  |
| 2000        | A Noiva                          |                   |                  |
| 2000        | Vola Sciusciù                    |                   |                  |
| 2000        | Black & White                    |                   |                  |
| 1999        | Jornalistas                      | Imigrante         |                  |
| 1999        | O Fura-Vidas                     |                   |                  |
| 1999        | Ora Viva!                        |                   |                  |
| 1999        | Sofá Vermelho                    |                   |                  |
| 1998        | Conversas Secretas               |                   |                  |
| 1996        | Novacek                          | Eduardo           |                  |
| 1996        | A Mulher do Sr. Ministro         |                   |                  |
| 1994        | Sozinhos em Casa                 |                   |                  |
| 1992        | Mauser                           |                   |                  |
| 1991        | O Café do Ambriz                 |                   |                  |
| 1991        | Por Mares Nunca Dantes Navegados |                   |                  |

### Cinema
| Ano  | Título                            | Papel              |
| ---- | --------------------------------- | ------------------ |
| 2017 | O Fim da Inocência                |                    |
| 2017 | A Ilha dos Cães                   | Pera D'Aço         |
| 2015 | Ornamento e Crime                 | Barman             |
| 2015 | Dias de Chuva                     | Sócio de Olímpio   |
| 2014 | Fortunato: D'aqui até São Torcato |                    |
| 2013 | O Espinho Da Rosa                 | Polícia            |
| 2013 | Bobô                              | Tio                |
| 2013 | Estranhamento                     |                    |
| 2012 | Amareloazulpretoamarelo           | Lucas              |
| 2012 | Estrada de Palha                  | Américo            |
| 2009 | O Último Condenado à Morte        |                    |
| 2008 | A Ilha dos Escravos               | João               |
| 2008 | Superfície                        |                    |
| 2005 | Hi! Am Erica                      |                    |
| 2004 | A Costa dos Murmúrios             | Hotel Clerk        |
| 2004 | Tudo Isto É Fado                  | Amadeu             |
| 2003 | Preto E Branco                    | Pascoal            |
| 2002 | Storia di guerra e d'amicizia     |                    |
| 2002 | Nha fala                          | Yano               |
| 2001 | Querido Professor                 |                    |
| 2000 | Almirante Reis                    | Policial           |
| 2000 | Entre Nós                         |                    |
| 1998 | A Tempestade da Terra             | Ningo              |
| 1998 | Ilunga                            |                    |
| 1997 | Polícias                          | Estado de Sítio    |
| 1996 | Terra Estrangeira                 | Angolano           |
| 1993 | Encontros Imperfeitos             | Limpador de Carros |
| 1993 | O Minotauro da Lua                |                    |
| 1992 | Xavier                            | Trabalhador        |
| 1987 | Duma Vez por Todas                |                    |

## Prêmios e Indicações
| Ano  | Prêmio                                    | Categoria              | Trabalho                   | Resultado |
| ---- | ----------------------------------------- | ---------------------- | -------------------------- | --------- |
| 2012 | cooperativa GDA                           | Melhor Ator Secundário | Américo (Estrada de Ferro) | Venceu    |
| 2012 | 18º Festival Caminhos do Cinema Português | Melhor Ator Secundário | Américo (Estrada de Ferro) | Venceu    |